# すぐやる一家青春記
『すぐやる一家青春記』（すぐやるいっかせいしゅんき）は、1977年7月5日から10月18日までTBS系列にて全国ネットで放送されたテレビドラマ。主演は小林桂樹。夏目雅子の連続ドラマ初出演作品。全15回。

## 概要
東京都下の多摩地域にある「新多摩市」市役所のすぐやる課の男やもめの課長・相馬雄作の一家が繰り広げるホームドラマ。千葉県松戸市に実在するすぐやる課にヒントを得て製作された。
- キャッチコピー：「あいつも、こいつも、親父さえ 想い・想われ？ふり…ふられ われら独身、大疾走！」

## あらすじ
相馬家は、一家の大黒柱で新多摩市役所の“すぐやる課”の課長を務める雄作を筆頭に、長男・一郎、次男・瞳、三男・智之に居候の倉田武志の男5人暮らし。そんな中、新多摩市役所の“お世話課”に勤務する一郎が、相馬家の近くに引っ越してきた美人ヘルパー・宮田紀子を連れて来たことで、一家は紀子をめぐって大騒ぎとなる。

## 放送データ
- 放送時間：毎週火曜日 20:00 - 20:55
- 製作媒体：カラー作品

## 出演
- 相馬雄作：小林桂樹
- 宮田紀子：夏目雅子
- 相馬一郎：秋野太作
- 倉田武志：小倉一郎
- 相馬瞳：高岡健二
- 春野麗子：木之内みどり
- 小川五月：岡まゆみ
- 田沼：真夏竜
- 宮田耕平（紀子の父）：下元勉
- 野川おしん：井川邦子
- ちさ：都家かつ江
- 山形道子：吉田さより
- 相馬智之：吉田友紀（子役）
- 西沢由香：中嶋朋子（子役）
- 相馬儀平（雄作の父）：花沢徳衛
- 西沢千代（福太郎の妻）：草笛光子
- 西沢福太郎（トラック運転手）：坂上二郎

## スタッフ
- 企画：木下惠介
- 脚本：窪田篤人
- 音楽：木下忠司
- 主題歌：秋野太作
- 演出補：森田光則
- 製作協力：東通
- 演出：桜井秀雄、楠田泰之
- プロデューサー：飯島敏宏（木下恵介プロ）
- 制作：木下恵介プロダクション（現：ドリマックス・テレビジョン） ・TBS

## サブタイトル
| 話数 | 放送日       | サブタイトル       | 演出     | ゲスト                                                       |
| ---- | ------------ | ------------------ | -------- | ------------------------------------------------------------ |
| 1    | 1977年7月5日 | 夏が来た           | 桜井秀雄 |                                                              |
| 2    | 7月12日      | 花の応援団         | 楠田泰之 |                                                              |
| 3    | 7月19日      | やった!            | 桜井秀雄 |                                                              |
| 4    | 7月26日      | ニキビとビキニ     | 楠田泰之 | 佐藤輝昭                                                     |
| 5    | 8月2日       | 課長・危機一髪     | 桜井秀雄 | 桜井センリ、明石直子                                         |
| 6    | 8月9日       | 男性No1            | 桜井秀雄 | 清司：細川俊之                                               |
| 7    | 8月16日      | お元気ですか!      | 楠田泰之 |                                                              |
| 8    | 8月23日      | 全員出動せよ!      | 楠田泰之 |                                                              |
| 9    | 8月30日      | 知らないどうし     | 桜井秀雄 | 幸真喜子                                                     |
| 10   | 9月6日       | 狐とオオカミ       | 桜井秀雄 | 美佐：山田はるみ                                             |
| 11   | 9月13日      | 真昼の決闘         | 楠田泰之 | 美佐：山田はるみ、民江：上月左知子、民江の娘キヨミ：木村理恵 |
| 12   | 9月20日      | えっ? 結婚!        | 楠田泰之 | 小栗一也                                                     |
| 13   | 9月27日      | 男はつらいなア     | 桜井秀雄 |                                                              |
| 14   | 10月11日     | 愛の讃歌           | 楠田泰之 | 立花：森本レオ                                               |
| 15   | 10月18日     | こちら、すぐやる課 | 桜井秀雄 |                                                              |